# 066型通用登陆艇
066型坦克登陆艇（北约称玉寨級）。是中国人民解放军海军60年代装备的登陆艇，建造了約30 艘，1959年初为解决福州军区驻岛陆军补给供应的急需，下达了16吨坦克登陆艇设计任务。该艇系55型登陆艇改型设计定为066型。1959年8月1日066型首制艇在求新造船厂开工试造，在试造过程中严格进行称定以控制重量。由上海求新造船廠製造。
目前本級艇多已除役或改為運輸艇編號亦改為如"北運-507"或"Y-761"等。